# Chuck Stone
Charles Sumner "Chuck" Stone, Jr. (n. en Hartford, Connecticut ;21 de julio de 1924 - Cerca de Chapel Hill, Carolina del Norte ;6 de abril de 2014) fue un aviador de Tuskegee, un editor de un periódico, columnista, profesor de periodismo y autor estadounidense. Después de terminar su servicio en la Segunda Guerra Mundial, Stone ya había sido admitido en la Universidad de Harvard, pero optó por matricularse en la Universidad de Wesleyan. En la década de 1940 fue el primer afroamericano universitario durante varias décadas en Wesleyan, donde se graduó en la clase de 1948 y sirvió como orador invitado. Posteriormente Stone recibió una maestría en sociología en la Universidad de Chicago.
Fue el primer presidente de la Asociación Nacional de Periodistas Negros (NABJ, 1975-1977). De acuerdo con su breve biografía en el sitio NABJ, "Debido a su reputación de integridad, se convirtió en un intermediario de confianza entre la policía de Filadelfia y los sospechosos de asesinato, más de 75 de los cuales 'se rindió' a Stone en lugar de a la policía".
El 6 de abril de 2014, murió a la edad de 89 años. Le sobreviven sus tres hijos, un nieto y dos hermanas.

## Otras lecturas
- Dennis Jackson, Chuck Stone: Man in the Middle: A Story of "Audacious Black Power" in the Newsroom
- The Chuck Stone Papers are housed in the Rubenstein Rare Book and Manuscript Library as part of the John Hope Franklin Research Center at Duke University. (Inventory of the Chuck Stone Papers, 1931-2007 and undated – Rubenstein Rare Book and Manuscript Library, Duke University.)